# NNDKP
Înființată în 1990, NNDKP (acronim pentru Nestor Nestor Diculescu Kingston Petersen) este unul dintre promotorii avocaturii de afaceri din România și un furnizor de top de servicii juridice și fiscale integrate. Totodată, NNDKP a fost prima societate de avocatură din România care a propus servicii fiscale prin NNDKP Consultanță Fiscală. 
De-a lungul celor trei decenii de activitate, avocații NNDKP au oferit asistență juridică și reprezentare în tranzacții și proiecte, precum privatizarea BCR, pentru o sumă record la vremea respectivă în Europa de Est sau privatizarea Romtelecom. NNDKP e una dintre cea mai importantă casă de avocatură din România și regiunea central-sudică din Europa.

## Istoric
1990 – Nestor & Nestor a fost înființată de către Manuela Nestor și Ion Nestor
1995 – Nestor Nestor Kingston Petersen a rezultat din Nestor & Nestor și Kingston & Petersen
1999 – Nestor Nestor Kingston Petersen devine membru Lex Mundi Arhivat în 26 octombrie 2018, la Wayback Machine.
2001 - Nestor Nestor Kingston Petersen fuzionează cu biroul de avocatură al doamnei Ana Diculescu-Șova, rezultând Nestor Nestor Diculescu Kingston Petersen (NNDKP)
2002 – NNDKP devine membru World Services Group (WSG)
2003 – NNDKP devine co-fondator al South East Europe Legal Group (SEE Legal)
2004 – NNDKP deschide biroul de la Timișoara
2007 – NNDKP deschide biroul de la Brașov
2008 – NNDKP înființează NNDKP Consultanță Fiscală SRL
2011 – NNDKP deschide biroul de la Cluj-Napoca
2016 – NNDKP încheie o alianță strategică cu Transfer Pricing Services
2018 – NNDKP încheie alianțe strategice cu Cornerstone Communications și Concilium Consulting
2019 - NNDKP își consolidează poziția în cadrul mediului de afaceri din Cluj-Napoca și din județele adiacente când PCA Law Office devine parte integrantă a biroului NNDKP Cluj-Napoca
2020 - NNDKP aniversează 30 de ani de activitate continuă pe piața de avocatură din România
2021 - NNDKP este cea mai premiată casă de avocatură din România de către ghidul internațional Chambers and Partners, fiind desemnată pentru a 5-a oară „Firma de avocatură a anului în România” la gala premiilor de excelență Chambers Europe
2022 - NNDKP atinge clasamentele de top în ghidul Chambers Europe în 2022

## Activitate
NNDKP are o echipă formată din peste 130 de avocați și consultanți ce asigură accesul clienților la servicii juridice și fiscale integrate într-o gamă largă de arii de drept și industrii. Firma este structurată în peste 20 de arii de practică precum, achiziții publice și PPP, asigurări și pensii private, consultanță fiscală, drept bancar și finanțări, drept societar/fuziuni și achiziții, dreptul concurenței și ajutor de stat, dreptul mediului, dreptul muncii, dreptul Uniunii Europene, energie și resurse naturale, farmaceutice și sănătate, imigrare, imobiliare și construcții, jocuri de noroc, litigii și arbitraj, piețe de capital, proprietate intelectuală, protecția consumatorului, protecția datelor, securitate cibernetică, publicitate, telecomunicații și media. 
Sectoare acoperite:agricultură, auto, apărare, servicii financiare, sectorul turistic și hotelier, industria producătoare, infrastructură și transport, retail și bunuri de larg consum sau tehnologie. 
NNDKP are birouri în București (sediul principal), Cluj-Napoca și Timișoara. 

## Internațional
NNDKP este membru exclusiv în afilieri globale și regionale de profil precum Lex Mundi, WSG și SEE Legal precum și în organizații ca ELG (domeniul energiei), INTA, Marques (domeniul proprietății intelectuale), Vogel & Vogel (domeniul concurenței).

## Recunoaștere
Firma de avocatură a anului în România (Chambers and Partners –  2009, 2012, 2013, 2017, 2021, 2022)
Firma de avocatură a anului în IP în România (Managing Intellectual Property – 2014, 2015, 2016, 2017, 2018)
Firma de avocatură a anului în România (Legal Marketing – 2016, 2017, 2020)
Cea mai bună casă de avocatură în domeniul Energiei și Resurselor Naturale (The Times – Legal Innovation, 2018)
Cea mai bună casă de avocatură în domeniul Protecției Datelor (The Times – Legal Innovation, 2018)
Firma de avocatură a anului în IP în România (IAM & WTR, 2019)
Firma de avocatură a anului în industria Jocurilor de Noroc (Casino Inside – 2016, 2017, 2018)
Cea mai bună firmă din România în ceea ce privește egalitatea de gen (Euromoney - European Women in Business Law, 2011,2012, 2013)
Premiul de excelență în relațiile cu clienții “Client Service Award” (Chambers EU - 2011)